# قتل إيف
قتل إيف هو مسلسل تلفزيوني كوميدي درامي أسود بريطاني  ، أنتج في المملكة المتحدة. المسلسل يتبع إيف بولاستري (ساندرا أوه) ، محققة استخبارات بريطانية مكلفة بالقبض على القاتلة المختلة فيلانيل (جودي كومر). مع تقدم المطاردة، يطور الاثنان هوسًا متبادلًا. المسلسل مستند إلى سلسلة روايات فيلانيل من تأليف لوك جينينغز.

## القصة
تشعر إيف بولاستري بالملل من دورها في الحماية داخل وكالات الاستخبارات البريطانية ، وهي مهتمة للغاية بالقتلة من الإناث ، وعلم النفس وأساليب القتل. بعد إجراء تحقيق صارخ وراء الكواليس فيما يتعلق بشاهدة تتعامل معها ، طُردت من MI5. ومع ذلك ، من دواعي سرورها ، أنها تم تجنيدها من قبل قسم سري داخل MI6 يطارد قاتلة دولية تسمي نفسها فيلانيل. تتقاطع إيف مع فيلانيل وتكتشف أن الأعضاء في كلتا دائرتهم السرية قد يكونون مترابطين أكثر مما تشعر بالراحة تجاههم ، لكنهم يشكلون هاجسًا مع فيلانيل أكثر من مجرد رد فعل متحمس. تبدأ كلتا المرأتين في التركيز بشكل أقل على مهامهما الأولية من أجل معرفة المزيد عن الآخر.

## الممثلين والشخصيات

### الأساسية
- ساندرا أوه بدور إيف بولاستري ، وهي عميلة في MI5 أصبحت مهووسة بقاتلة سيئة السمعة ويتم تجنيدها على أساس غير رسمي في وكالة الاستخبارات الأجنبية MI6 .
- جودي كومر بدور  أوكسانا أستانكوفا  / فيلانيل ، قاتلة ماهرة ومضطربه نفسيًا تصبح مهووسة بضابط MI6 التي تتعقبها .
- فيونا شو بدور كارولين مارتينز ، رئيسة قسم روسيا في MI6 .
- كيم بودنيا بدور كونستانتين فاسيليف ، مسؤول فيلانيل.
- أوين ماكدونيل في دور نيكو بولاستري ، زوج إيف الإنجليزية البولندي ، مدرس. (السلسلة 1–3)
- شون ديلاني في دور كينيث «كيني» ستوتون ، ابن كارولين ، متسلل سابق تم تجنيده من قبل MI6. أصبح فيما بعد صحفيًا في Bitter Pill. (السلسلة 1–3)
- دارين بويد في دور فرانك هالتون ، مشرف إيف في MI5. (السلسلة 1)
- ديفيد هيج  بدور  بيل بارغريف  ، مساعد إيف في MI5 الذي يأتي معها إلى MI6. (السلسلة 1)
- كيربي هويل بابتيست بدور إيلينا فيلتون ، مساعدة إيف. (السلسلة 1)
- نينا سوسانيا بدور جيس ، عميل MI6 ذو الخبرة الذي يعمل الآن كجزء من فريق إيف. (السلسلة 2)
- إدوارد بلوميل مثل Hugo Tiller ، خريج ثري من جامعة أكسفورد ، يعمل كجزء من فريق Eve في MI6. (السلسلة 2)
- هنري لويد هيوز في دور آرون بيل ، وريث شركة تكنولوجيا بعد اغتيال والده ، قطب أليستير بيل. (السلسلة 2)
- أدريان سكاربورو مثل ريموند ، عضو في الإثني عشر وواحد من معالجات فيلانيل السابقة. (السلسلة 2)
- راج باجاج في دور مو جعفري ، وكيل MI6 الجديد الذي يعمل مع كارولين. (السلسلة 3)
- Turlough Convery في دور Bear ، زميل عمل Kenny في Bitter Pill. (السلسلة 3)
- ستيف بيمبرتون في دور بول ، مشرف MI6. (السلسلة 3)
- داني ساباني في دور جيمي ، رئيس كيني في شركة Bitter Pill. (السلسلة 3)
- هارييت والتر في دور داشا دوزران ، لاعب جمباز أولمبي قاسٍ لمرة واحدة تحول إلى جاسوس ، مدرب ومعلم فيلانيلي السابق. (السلسلة 3)
- جيما ويلان في دور جيرالدين ، ابنة كارولين وأخت كيني الكبرى. (السلسلة 3)
- كاميل كوتين بدور هيلين ، عضو في الإثني عشر. (السلسلة 3)

## روابط خارجية
- Killing Eve
- قتل حواء في بي بي سي أمريكا
- قتل إيف  على قاعدة بيانات الأفلام على الإنترنت (بالإنجليزية).
- Jennings، Luke (5 أغسطس 2018). "Killing Eve: how my psycho killer was brought to life". The Guardian. مؤرشف من الأصل في 2018-08-05.
- Garvan، Sinead (8 يوليو 2020). "Killing Eve's Villanelle: 'She needed adventures made'". BBC News. مؤرشف من الأصل في 2020-09-10. اطلع عليه بتاريخ 2020-07-08.